# Galtströms brukskyrka
Galtströms brukskyrka är en kyrkobyggnad i Galtström i Härnösands stift. Den är församlingskyrka i Njurunda församling.

## Kyrkobyggnaden
Träkyrkans grund lades 26 maj 1680 och 30 maj samma år hölls första gudstjänsten där i den då bildade Galtströms bruksförsamling. Först år 1696 färdigställdes kyrkan och invigdes 4 november samma år . 25 maj 1721 brändes Galtströms bruk av ryssarna, men kyrkan skonades.
Kyrkan har en stomme av liggtimmer och består av ett rektangulärt långhus med rakt avslutat kor i öster. Norr om koret finns en vidbyggd sakristia. Vid kyrkans västra kortsida finns ett vidbyggt vapenhus. Ytterväggarna är klädda med stående vitmålad panel och genombryts av rektangulära fönsteröppningar.
Kyrkorummet är inrett med konstsnideri som tillskrivs mästaren Jöns Olofsson och dennes son i Attmars socken.

## Inventarier
- Predikstolen är av 1600-talstyp.
- Vid altaret i öster finns ett kors av trä som omges av en altaruppsats.
- På norra väggen hänger en tavla med motivet Kristi Himmelsfärd. Tavlan har en dedikation: "I wyrdesam åminelse Af en Gud Prisande åhr 1702".